# Kamil Stoch
Kamil Wiktor Stoch (Zakopane, 25 maggio 1987) è un saltatore con gli sci polacco, campione olimpico nel trampolino normale e nel trampolino lungo a Soči 2014 e nel trampolino lungo a Pyeongchang 2018, dove ha anche conquistato la medaglia di bronzo nella gara a squadre; ha inoltre vinto due Coppe del Mondo, tre Tornei dei quattro trampolini e varie medaglie iridate.

## Biografia

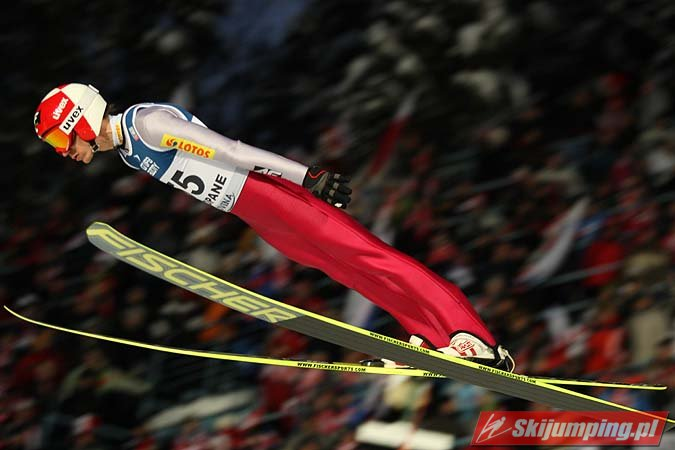
Kamil Stoch in gara nel 2013 a Zakopane

In Coppa del Mondo ha esordito il 17 gennaio 2004 a Zakopane (49°), ha ottenuto il primo podio il 21 marzo 2009 nella gara a squadre di Planica (2°) e la prima vittoria il 23 gennaio 2011 a Zakopane. Nel 2014 ha vinto la coppa di cristallo generale.
In carriera ha preso parte a cinque edizioni dei Giochi olimpici invernali: Torino 2006 (16° nel trampolino normale, 26° nel trampolino lungo, 5° nella gara a squadre), Vancouver 2010 (27° nel trampolino normale, 14° nel trampolino lungo, 6° nella gara a squadre), Soči 2014 (1º nel trampolino normale, 1º nel trampolino lungo, 4º nella gara a squadre), Pyeongchang 2018 (4º nel trampolino normale, 1º nel trampolino lungo e 3º nella gara a squadre) e Pechino 2022 (6º nel trampolino normale, 4º nel trampolino lungo, 6º nella gara a squadre, 6º nella gara a squadre mista), a sette dei Campionati mondiali, vincendo quattro medaglie, e a otto dei Mondiali di volo, vincendo due medaglie.
Nella stagione 2016-2017 ha vinto il Torneo dei quattro trampolini, successo bissato nella stagione successiva, vincendo inoltre tutte e quattro le prove e divenendo così il secondo atleta (dopo Sven Hannawald nel 2001-2002) a riuscire nell'impresa. Sempre nel 2017-2018 si è aggiudicato la sua seconda Coppa del Mondo generale. Ai Mondiali di Seefeld in Tirol 2019 ha vinto la medaglia d'argento nel trampolino normale ed è stato 5º nel trampolino lungo, 4º nella gara a squadre e 6º nella gara a squadre mista; l'anno dopo ha vinto per la terza volta il Torneo dei quattro trampolini, ai Mondiali di volo di Planica 2020 ha vinto la medaglia di bronzo nella gara a squadre e si è classificato 8º nella gara individuale, mentre ai Mondiali di Oberstdorf 2021 ha vinto la medaglia di bronzo nella gara a squadre dal trampolino lungo e si è classificato 22º nel trampolino normale e 19º nel trampolino lungo. Ai Mondiali di Planica 2023 si è piazzato 5º nel trampolino normale, 4º nel trampolino lungo, 4º nella gara a squadre e 8º nella gara a squadre mista; l'anno dopo ai Mondiali di volo di Tauplitz 2024 è stato 8º nella gara a squadre.

## Palmarès

### Olimpiadi
- 4 medaglie:
  - 3 ori (trampolino normale, trampolino lungo a Soči 2014; trampolino lungo a Pyeongchang 2018)
  - 1 bronzo (gara a squadre a Pyeongchang 2018)

### Mondiali
- 6 medaglie:
  - 2 ori (trampolino lungo a Val di Fiemme 2013; gara a squadre dal trampolino lungo a Lahti 2017)
  - 1 argento (trampolino normale a Seefeld in Tirol 2019)
  - 3 bronzi (gara a squadre dal trampolino lungo a Val di Fiemme 2013; gara a squadre dal trampolino lungo a Falun 2015; gara a squadre dal trampolino lungo a Oberstdorf 2021)

### Mondiali di volo
- 3 medaglie:
  - 1 argento (gara individuale a Oberstdorf 2018)
  - 2 bronzi (gara a squadre a Oberstdorf 2018; gara a squadre a Planica 2020)

### Mondiali juniores
- 2 medaglie:
  - 2 argenti (gara a squadre a Stryn 2004; gara a squadre a Rovaniemi 2005)

### Coppa del Mondo
- Vincitore della Coppa del Mondo nel 2014 e nel 2018
- 111 podi (80 individuali, 31 a squadre):
  - 46 vittorie (39 individuali, 7 a squadre)
  - 35 secondi posti (22 individuali, 13 a squadre)
  - 30 terzi posti (19 individuali, 11 a squadre)

#### Coppa del Mondo - vittorie
| Data             | Località               | Nazione   | Trampolino                                                         |
| ---------------- | ---------------------- | --------- | ------------------------------------------------------------------ |
| 23 gennaio 2011  | Zakopane               | Polonia   | Wielka Krokiew HS134                                               |
| 2 febbraio 2011  | Klingenthal            | Germania  | Vogtland Arena HS140                                               |
| 20 marzo 2011    | Planica                | Slovenia  | Letalnica HS215                                                    |
| 20 gennaio 2012  | Zakopane               | Polonia   | Wielka Krokiew HS134                                               |
| 5 febbraio 2012  | Val di Fiemme          | Italia    | Giuseppe Dal Ben HS134                                             |
| 12 marzo 2013    | Kuopio                 | Finlandia | Puijo HS127                                                        |
| 15 marzo 2013    | Trondheim              | Norvegia  | Granåsen HS140                                                     |
| 15 dicembre 2013 | Titisee-Neustadt       | Germania  | Hochfirst HS142                                                    |
| 22 dicembre 2013 | Engelberg              | Svizzera  | Gross-Titlis-Schanze HS137                                         |
| 1º febbraio 2014 | Willingen              | Germania  | Mühlenkopf HS145                                                   |
| 2 febbraio 2014  | Willingen              | Germania  | Mühlenkopf HS145                                                   |
| 2 marzo 2014     | Lahti                  | Finlandia | Salpausselkä HS130                                                 |
| 4 marzo 2014     | Kuopio                 | Finlandia | Puijo HS127                                                        |
| 18 gennaio 2015  | Zakopane               | Polonia   | Wielka Krokiew HS134                                               |
| 30 gennaio 2015  | Willingen              | Germania  | Mühlenkopf HS145                                                   |
| 3 dicembre 2016  | Klingenthal            | Germania  | Vogtland Arena HS140 (con Piotr Żyła, Dawid Kubacki e Maciej Kot)  |
| 11 dicembre 2016 | Lillehammer            | Norvegia  | Lysgårdsbakken HS138                                               |
| 6 gennaio 2017   | Bischofshofen          | Austria   | Paul Ausserleitner HS140                                           |
| 14 gennaio 2017  | Wisła                  | Polonia   | Malinka HS134                                                      |
| 15 gennaio 2017  | Wisła                  | Polonia   | Malinka HS134                                                      |
| 22 gennaio 2017  | Zakopane               | Polonia   | Wielka Krokiew HS134                                               |
| 28 gennaio 2017  | Willingen              | Germania  | Mühlenkopf HS145 (con Piotr Żyła, Dawid Kubacki e Maciej Kot)      |
| 12 febbraio 2017 | Sapporo                | Giappone  | Ōkurayama HS134                                                    |
| 19 marzo 2017    | Vikersund              | Norvegia  | Vikersundbakken HS225                                              |
| 30 dicembre 2017 | Oberstdorf             | Germania  | Schattenberg HS137                                                 |
| 1º gennaio 2018  | Garmisch-Partenkirchen | Germania  | Große Olympiaschanze HS140                                         |
| 4 gennaio 2018   | Innsbruck              | Austria   | Bergisel HS130                                                     |
| 6 gennaio 2018   | Bischofshofen          | Austria   | Paul Ausserleitner HS140                                           |
| 27 gennaio 2018  | Zakopane               | Polonia   | Wielka Krokiew HS140 (con Maciej Kot, Stefan Hula e Dawid Kubacki) |
| 4 febbraio 2018  | Lahti                  | Finlandia | Salpausselkä HS130                                                 |
| 13 marzo 2018    | Lillehammer            | Norvegia  | Lysgårdsbakken HS140                                               |
| 15 marzo 2018    | Trondheim              | Norvegia  | Granåsen HS140                                                     |
| 23 marzo 2018    | Planica                | Slovenia  | Letalnica HS240                                                    |
| 25 marzo 2018    | Planica                | Slovenia  | Letalnica HS240                                                    |
| 17 novembre 2018 | Wisła                  | Polonia   | Malinka HS134 (con Piotr Żyła, Jakub Wolny e Dawid Kubacki)        |
| 3 febbraio 2019  | Oberstdorf             | Germania  | Heini Klopfer HS235                                                |
| 10 febbraio 2019 | Lahti                  | Finlandia | Salpausselkä HS130                                                 |
| 15 febbraio 2019 | Willingen              | Germania  | Mühlenkopf HS145 (con Piotr Żyła, Jakub Wolny e Dawid Kubacki)     |
| 23 marzo 2019    | Planica                | Slovenia  | Letalnica HS240 (con Jakub Wolny, Dawid Kubacki e Piotr Żyła)      |
| 14 dicembre 2019 | Klingenthal            | Germania  | Vogtland Arena HS140 (con Piotr Żyła, Jakub Wolny e Dawid Kubacki) |
| 21 dicembre 2019 | Engelberg              | Svizzera  | Gross-Titlis-Schanze HS140                                         |
| 26 gennaio 2020  | Zakopane               | Polonia   | Wielka Krokiew HS140                                               |
| 10 marzo 2020    | Lillehammer            | Norvegia  | Lysgårdsbakken HS140                                               |
| 3 gennaio 2021   | Innsbruck              | Austria   | Bergisel HS128                                                     |
| 6 gennaio 2021   | Bischofshofen          | Austria   | Paul Ausserleitner HS142                                           |
| 9 gennaio 2021   | Titisee-Neustadt       | Germania  | Hochfirst HS142                                                    |

#### Torneo dei quattro trampolini
- Vincitore del Torneo dei quattro trampolini nel 2017, 2018 e nel 2021
- 12 podi di tappa[2]:
  - 7 vittorie
  - 4 secondi posti
  - 1 terzo posto

### Summer Grand Prix
- Miglior piazzamento in classifica generale: 2º nel 2011, nel 2012 e nel 2021
- 37 podi (27 individuali, 10 squadre):
  - 18 vittorie (12 individuali, 6 a squadre)
  - 12 secondi posti (8 individuali, 4 a squadre)
  - 7 terzi posti (7 individuali)

#### Summer Grand Prix - vittorie
| Data            | Località     | Nazione  | Trampolino                                                           |
| --------------- | ------------ | -------- | -------------------------------------------------------------------- |
| 3 ottobre 2007  | Oberhof      | Germania | Hans-Renner-Schanze HS134                                            |
| 21 agosto 2010  | Wisła        | Polonia  | Malinka HS134                                                        |
| 29 agosto 2010  | Hakuba       | Giappone | Hakuba HS131                                                         |
| 3 ottobre 2010  | Klingenthal  | Germania | Vogtland Arena HS140                                                 |
| 14 agosto 2011  | Einsiedeln   | Svizzera | Schanzen Einsiedeln HS117                                            |
| 3 ottobre 2011  | Klingenthal  | Germania | Vogtland Arena HS140                                                 |
| 2 agosto 2012   | Wisła        | Polonia  | Malinka HS134 (con Maciej Kot, Krzysztof Biegun e Dawid Kubacki)     |
| 17 ottobre 2013 | Einsiedeln   | Svizzera | Schanzen Einsiedeln HS117                                            |
| 24 luglio 2014  | Wisła        | Polonia  | Malinka HS134 (con Maciej Kot, Piotr Żyła e Dawid Kubacki)           |
| 31 luglio 2015  | Wisła        | Polonia  | Malinka HS134 (con Maciej Kot, Piotr Żyła e Dawid Kubacki)           |
| 14 luglio 2017  | Wisła        | Polonia  | Malinka HS134 (con Maciej Kot, Piotr Żyła e Dawid Kubacki)           |
| 21 luglio 2018  | Wisła        | Polonia  | Malinka HS134 (con Maciej Kot, Piotr Żyła e Dawid Kubacki)           |
| 22 luglio 2018  | Wisła        | Polonia  | Malinka HS134                                                        |
| 28 luglio 2018  | Hinterzarten | Germania | Rothaus-Schanze HS108                                                |
| 4 agosto 2018   | Einsiedeln   | Svizzera | Schanzen Einsiedeln HS117                                            |
| 27 luglio 2019  | Wisła        | Polonia  | Malinka HS134 (con Piotr Żyła, Aleksander Zniszczoł e Dawid Kubacki) |
| 18 agosto 2019  | Zakopane     | Polonia  | Wielka Krokiew HS140                                                 |
| 24 luglio 2022  | Wisła        | Polonia  | Malinka HS134                                                        |